# معركة ناظرة
معركة ناظرة هي معركة وقعت في قرية ناظرة شمال شرق الهفوف ودارت بين آل عياش بقيادة زكريا بن يحيى والعيونيين بقيادة عبد الله بن علي العيوني نتيجةً لطمع زكريا في استيلاء على مقاليد الحُكم في الأحساء وانتهت بهزيمة زكريا وتراجعه إلى القطيف.

### فِهرِس المراجع
1. ↑  خليل (2006)، ص. 129-130.

### بَيانات المراجع
الكُتُب مُرتَّبة حَسب تاريخ النَّشر
- محمد محمود خليل (2006). تاريخ الخليج وشرق الجزيرة العربية المسمى إقليم البحرين: في ظل حكم الدويلات العربية (العيونيين-العصفوريين-بني جروان-سلطنة هرمز-الجبور) (ط. 1). القاهرة: مكتبة مدبولي. ISBN:977-208-592-5. LCCN:2006308817. OCLC:70634495. OL:16272475M. QID:Q118669529.